# Seon (roi de Balhae)
Seon (hangeul : 선왕 ; hanja : 宣王) (mort en 830) est le dixième roi du royaume de Balhae en Corée. Il a régné de 818 à sa mort.